# Masumeh Makhija
 (juillet 2013).
Si vous disposez d'ouvrages ou d'articles de référence ou si vous connaissez des sites web de qualité traitant du thème abordé ici, merci de compléter l'article en donnant les références utiles à sa vérifiabilité et en les liant à la section « Notes et références ».
Masumeh Makhija alias Masumi Makhija (née le 10 octobre 1984) est une actrice de Bollywood.

## Filmographie

### Films
| Année | Titre                         | Rôle                                   | Notes |
| ----- | ----------------------------- | -------------------------------------- | ----- |
| 2003  | Maqbool                       | Sameera, la fille d'Abbaji             |       |
| 2003  | Chupke Se                     | Sarika Verma/Mehga Timghure            |       |
| 2003  | Gate to Heaven                | Nisha                                  |       |
| 2004  | The Journey (court métrage)   | La fille dans le bus                   |       |
| 2005  | Padmashree Laloo Prasad Yadav | Padmashree Divakar Kashyap             |       |
| 2006  | Woh Lamhe                     | Rani                                   |       |
| 2007  | Heyy Babyy                    | Apparition spéciale dans une chanson   |       |
| 2007  | Dus Kahaniyaan                | Kaamna (segment "High on the Highway") |       |
| 2008  | Saas Bahu Aur Sensex          | Kirti Wagaskar                         |       |
| 2017  | Three Storeys                 |                                        |       |

### Télévision
- Banegi apne baat (zee TV)
- Comedy hour (zee TV)
- Thodha hai thode ki zaroot hai (Sony )
- Suhana safar(zee TV)
- Mausam (zee TV)
- Sharpe's Peril (film TV), non créditée